# La falç d'or
La falç d'or (La Serpe d'or, originalment en francès) és el segon àlbum de la sèrie d'Astèrix. Publicat per primera vegada la revista Pilote numero 42 l'agost del 1960. Amb guio de René Goscinny i dibuixos d'Albert Uderzo. En aquest s'inicien les aventures pel món d'aquest personatge. És el primer episodi que transcorre fora de l'entorn del poble de l'Aquitània.
És el primer episodi on l'Obèlix actua com a clar co-protagonista de la sèrie, car en l'àlbum anterior només era un personatge més aviat de caràcter secundari (i el co-protagonista d'aleshores era en Panoràmix). Des d'aquest àlbum, i encara en l'actualitat, Obèlix és el co-protagonista permanent, mentre que Panoràmix esdevindrà un co-protagonista ocasional de bastants àlbums. (Altres co-protagonistes ocasionals memorables són, per exemple, el cap del poble Abraracúrcix i el bard Assegurançatòrix.).
El seu viatge a Lutècia és una al·legoria del provincià que triomfa a la capital, tot i que històricament Lutècia no devia tenir la importància que té ara París com a tal.
En aquest episodi es presenten personatges com Amèrix (cosí d'Obèlix, i fabricant casolà de falç), Avorànfix (amo d'un establiment de begudes, i un dels dirigents de la banda de traficants de falç de la història, sempre vestit amb joies i vestits cars), el taverner avern (de nom desconegut, propietari d'una taberna, que esdevé testimoni inoportú de les maquinacions dels traficants de falç), el Lentix (sicari comú i corrent, membre dels traficants) i el Gran Cap dels traficants de falç (que es descobriria al final de la història). El governador romà, Gracus Fetunnus, pren les faccions de l'actor britànic Charles Laughton.
Tots aquests personatges no aparegueren gens en històries posteriors, a excepció de l'Amèrix, que en una ocasió feu una visita al poblat de l'Astèrix i són amics.

## Curiositats
- El prefecte de Lutècia, cansat pel món, és una caricatura de l'actor Charles Laughton, conegut per interpretar a homes d'estat romans.[2]
- Els aficionats han observat que a causa d'un error aparent d'Uderzo, les pàgines finals a partir de la pàgina 36 el format de les vinyetes canvia, passant al format tira còmica. Segons explica Uderzo al llibre "Le livre d'Astérix le gaulois", "em vaig equivocar amb la mida dels fulls i vaig continuar en un altre format fins al final de la història." Donada la sobrecàrrega de feina que tenien llavors, no es va modificar".[3]
- "La gran cursa de carros de bous, les 24 hores Suindinum" és una referència a la cursa de cotxes esportius de França de les 24 hores de Le Mans. Suindinum és l'antic nom de Le Mans.[4] Un dels competidors de la cursa és una caricatura del dibuixant francès Jean Graton.[5]